# 選択的エストロゲン受容体分解薬
選択的エストロゲン受容体分解薬（Selective estrogen receptor degrader）または選択的エストロゲン受容体発現低下薬（Selective estrogen receptor downregulator）（SERD）とは、エストロゲン受容体（ER）に結合して分解し、受容体の機能を抑制する薬剤の一種である。選択的エストロゲン受容体修飾薬（SERM）やアロマターゼ阻害剤等の古いクラスの薬剤と共に、エストロゲン受容体感受性またはプロゲステロン受容体感受性の乳癌の治療に使用される。
2020年現在、販売されているSERDはフルベストラントのみである。2016年11月時点で開発中のSERDには、ブリラネストラントとエラケストラントがある。フルベストラントの臨床的成功により、同様の機序の薬物である選択的アンドロゲン受容体分解薬（SARD）の発見と開発に向けた取り組みが開始された。

## 治験薬
フルベストラントは、大量かつ頻繁な、痛みを伴う筋肉内注射が必要とされる。そこで現在、多くの製薬会社が経口SERDの開発を進めている。
- ジレデストラント（GDC-9545）
- アムセネストラント（SAR439859）
- カミゼストラント（AZD9833）
- リントデストラント（G1T48）
- LSZ102
- イムルネストラント（LY3484356）
- エラケストラント（英語版）（RAD-1901, ER-306323）
- ZN-c5
- D-0502
- SHR9549

経口SERDは、ER陽性/HER2陰性乳癌をターゲットとし、単剤およびCDK阻害剤パルボシクリブ等との併用で試験が行われている。

## 参考資料
1. ↑  “選択的エストロゲン受容体分解薬の効率的分子デザイン法の開発”. 2022年1月1日閲覧。
2. ↑  正田卓司、藤里卓磨、藤里卓磨、三澤隆史、出水庸介、井上英史、内藤幹彦、栗原正明「選択的エストロゲン受容体分解薬の分子設計」『日本薬学会年会要旨集(CD-ROM)』137th、2017年、27–37頁。
3. 1 2 3  Lee, CI; Goodwin, A; Wilcken, N (3 January 2017). “Fulvestrant for hormone-sensitive metastatic breast cancer.”. The Cochrane Database of Systematic Reviews 1:  CD011093. doi:10.1002/14651858.CD011093.pub2. PMC 6464820. PMID 28043088.
4. ↑  Lu, Yunlong; Liu, Wukun (2020-12-24). “Selective Estrogen Receptor Degraders (SERDs): A Promising Strategy for Estrogen Receptor Positive Endocrine-Resistant Breast Cancer” (英語). Journal of Medicinal Chemistry 63 (24):  15094–15114. doi:10.1021/acs.jmedchem.0c00913. ISSN 0022-2623.
5. 1 2  Lai, AC; Crews, CM (25 November 2016). “Induced protein degradation: an emerging drug discovery paradigm.”. Nature Reviews. Drug Discovery 16 (2):  101–114. doi:10.1038/nrd.2016.211. PMC 5684876. PMID 27885283.
6. ↑  “Injection-Site Pain With Large-Volume Intramuscular Injection of Fulvestrant Can Be Minimized” (英語). PracticeUpdate. 2020年12月28日閲覧。
7. ↑  “A blockbuster breast cancer niche has Roche and Sanofi in the lead” (英語). Evaluate.com (2020年2月19日). 2020年12月28日閲覧。
8. ↑  “Rintodestrant | oral selective estrogen receptor degrader (SERD) | G1 Therapeutics, Inc.”. www.g1therapeutics.com. 2021年1月9日閲覧。
9. ↑  “Orally Bioavailable SERD Shows Promise in Certain Breast Cancer Patients”. know.lww.com. 2021年1月9日閲覧。
10. ↑  Bardia, Aditya; Linden, Hannah M.; Ulaner, Gary A.; Chandarlapaty, Sarat; Gosselin, Alice; Celanovic, Marina; Campone, Mario (2019-05-20). “Phase 1/2 dose-escalation and expansion study investigating SAR439859 +/- palbociclib in postmenopausal women with estrogen receptor-positive (ER+)/HER2- metastatic breast cancer.”. Journal of Clinical Oncology 37 (15_suppl):  TPS1105. doi:10.1200/JCO.2019.37.15_suppl.TPS1105. ISSN 0732-183X.